# Arma 3
Arma 3 је четврти наставак веома популарне серије борбених симулатора компаније Бохемиа интерактив из Чешке републике. Пуштена је за Windows септембра 2013. а после је најављена за Mac OS и Линукс у августу 2015. Радња игре је смештена у 2035. годину током фиктивне операције Магнитуда, војне оепрације коју изводе НАТО снаге у борби против „Источних армија“ на грчком острву Лемносу, које се налази у северном делу Егејског мора, као и на острву Стратису. Острва представљају фото реалистичан терен и водено окружење. Алтис је највећи званични терен у АРМА серији са површином тла од отприлике 270 km2 (100 sq mi). Мање острво, Стратис, се простире на око 20 km2 (7,7 sq mi). Најновије острво које је дотато у игру добило је назив Таноа и налази се у јужном Пацифику.

## Радња игре
2030. избија рат на медитеранским острвима Алтис и Стратис, што резултира смрћу половине цивилног становништва и стварањем на хиљаде бескућника, што је проузроковало избегличку кризу. Источни део Европе је последњи ослонац земљама НАТО коалиције у борби против Ирана. Пет година касније, са опадањем НАТО инвестиција у Егејском региону, Споразум о стратешком савезу кантона и протокола, војни савез земаља источне хемисфере, започиње субвенционисање ААФ-а и мобилише сопствене снаге на Пацифику. Суочени са притиском да се повуку на крају свог мировног мандата, НАТО почиње да поражава сваку њихову експедицију, што узрокује тензије између ААФ и НАТО снага.
Играч је током игре у улози наредника Бена Керија, који је остао на острву после неуспеле НАТО операције на овом простору. Играч ће имати прилику, као и у претходним деловима игре, да учествује у операцијама разних типова и контролише различита возила и типове наоружања (као што су беспилотне летелице, артиљерија и подршка из ваздуха) према њиховом стилу игре.

### Заплет

#### Увод
2034, неколико месеци пре Епизоде 1 - Преживи, водници Адамс и Конвеј тестирају виртуелну реалност, борбени симулатор и припремају стрељиште, оба коришћена од стране ААФ трупа које је подржавао НATO и представљају придружене снаге под називом Оперативна група Аегис. Након кратких вежби Адамса је контактирала патрола војника, тврдећи да је дошло до инцидента и да траже подршку. Патрола нема мапу и ГПС и није сигурна која је њихова тачна позиција. Након коришћења триангулације и основних навигационих техника, да би утврдили координате патроле, Конвеј, Адамс и остатак јединцие, крећу да лоцирају изгубљену патролу. Убрзо након што су кренули, догодио се мањи земљотрес, који је изненадио Адамсов тим. Тим је стигао на локацију на којој се налазила изгубљена патрола и схватили су да су напали групу цивила, тврдећи да су герилци. Конвеј и Адамс су узнемирени потезом ААФ-а и траже да зову МЕДВЕДАЦ за преживеле цивиле. У међувремену Конвеј открива тајно герилско складиште. Адамс примећује да ће герилци, под именом Армија за слободу и независност, без сумње осветити.
Недељу дана након инцидента, влада Алтиса и ФИА (Армија за слободу и независност), се слажу да приступе мировним преговорима у Министарству одбране у главном граду Кавала. Адамсов тим добија задужење од командира оперативне групе Аегис, пуковника Мек Кинона, да лоцирају конвој ААФ-а, који је нестао на путу за Кавалу. Претражујући уз помоћ хеликоптера, тим брзо налази нестали конвој, који је био уништен у очигледној заседи. Док су тражили преживеле, тим су напали ФИА герилци.  Након борбе тим је позвао МЕДВЕАЦ, због рањених ААФ бораца и повукао се у Кавалу. Успут су прошли поред неколико уништених контролних пунктова ААФ-а и пред долазак у Кавалу, схватили су да се ситуација преокренула и да је ФИА напала ААФ. Тим је задужен да се пробије до Министарства одбране. Крећући се по улицама Кавале нису видели ништа сем смрти и уништења. Стигавши у Министарство, пронашли су високо рангираног официра ААФ-а како се спрема да погуби заробљенике. Запретили су официру, али им је пуковник Мек Кинон наредио да одступе и рекао им да је официр пуковник Георгијус Акантерос командир АФФ-а. Конвеј и Адамс су напустили то подручје, са објашњењем да су након битке за Кавалу, односи НАТО-а и АФФ-а погоршани, што је довело до тога да се НАТО-в мировни мандат ограничи на мање острво Стратис. Свет и НАТО су почели да одвраћају своју пажњу од Алтиса.

#### Епизода 1 - Преживи
До јула 2035, након крваве битке између ФИА  и ААФ, ААФ има контролу над највећим делом два острва. НАТО је скоро завршио демонтажу своје опреме и база и само је неколико пешадијских и хеликоптерских јединица остављено на Стратису да доврше са повлачењем. НАТО командир, пуковник Мек Кинон је позван на стрељиште Камино из непознатих разлога.  У исто време амерички војници, десетар Бен Кери и водник Адамс су се упутили ка НАТО инсталацији званој Камп Рогаин хеликоптером. Успут примећују нешто што делује као НАТО снаге на већ расформираној инсталацији и збуњени су поводом њиховог идентитета, али су одлучили да се не осврћу на то. Након што су стигли у Рогаин, наређено им је да превезу камион са потрепштинама у Камино, поред команданта кампа. Приметили су да су ААФ војници напети и уздржани на контролном пункту на путу за Камино, али настављају даље. Недалеко од Камина, они виде Мек Киноново возило и њега мртвог поред. Пре него што су установили шта се десило, ААФ снаге су извеле изненадни масовни напад на преостале НАТО снаге на Стратису, брзо прекинувши командни ланац и пресекавши комуникацију са спољним светом. Кери и Адамс покушавају да се пробију кроз ААФ који одлучно пружа отпор, али пре него што успеју да се повежу са осталим преживелима, Адамса убија нагазна мина и Кери је принуђен да сам настави даље. Сусревши се са преживелим јединицама НАТО трупе, Кери добија информацију да је група британских специјалних јединица оформила упориште и повезала се са преживелима из НАТО трупа из размонтираног кампа који су Кери и Адамс видели из хеликоптера.
Након доласка у камп Максвел, главнокомаднујући у капмпу капетан Скот Милер, преузима команду.  Он распоређује снаге у јединице од Алфе до Делте и организује бројне „удри и бежи“ мисије на острву, али се сусрећу са ограниченим успехом. Милер најзад успева да успостави комуникацију са НАТО МЕДКОМ и организује противнапад на Стратису. Да би асистирали инвазији, Милер предводи одлучан напад против АФФ, али ствари се убрзо окрећу на горе када ЦСАТ пристигне да би помогао АФФ снагама.
Капетан Милер открива да прави циљ мисије никада није био преузимање острва, него рашчишћавање пута, да би се преживели евакуисали са Стратиса. Преживели беже са Стратиса бродом и стижу до Алтиса. Кери изражава своје незадовољство због Милерове преваре, али Милер једино открива да ће се по доласку повезати са локалном герилском групом по имену ФИА. Пре него што могу да напредују даље, ААФ борбени авиони нападају и преврћу бродове.

#### Епизода 2 - Прилагоди се
На Алтису, Кери се буди и схвата да се налази усред окршаја између ФИА и ААФ - ЦСАТ снага на ободу Кавале. Успева да се повеже са Милером и његовом јединицом и прикључен је ФИА-и. Задужен је за герилску јединицу и помаже да ФИА изведе гомилу побуњеичких мисија на Алтису. Касније, они схаватају да ће НАТО извести инвазију преко главног аеродрома. ФИА планира да помогне НАТО-у, тако што ће напасти мањи аеродром и тако одвући снаге са великог. У међувремену, Керијева јединица уништава оближње артиљеријско упориште, које су контролисале ЦСАТ специјалне снаге, пре него што су се повукле са аеродрома, који је сада пао под контролу ФИА-е.
Успут, они су сведоци отварања ватре са НАТО јуришног хеликоптера ка аеродрому и Кери добија информацију да је НАТО грешком ангажовано ФИА на аеродрому. Збуњен, Кери је прилазо приземљеној летелици и видео пилота, који је шокиран чињеницом да је отворио ватру на пријатељске снаге. Пилот успоставља радио везу са надређенима, који наређују хитан прекид напада на аеродром, који држи ФИА. НАТО командујући официр, пуковник Армстронг, се среће са Керијем и изјављује да нису били свесни активности ФИА-е на острву. Када Кери пита за капетана Милера, Армстронг одговара да нема сазнања о „Скоту Милеру“ и каже Керију да су се британске снаге повукле са острва пре много месеци. Збуњем оним што је чуо, Кери се укрцава у хеликоптер ради рапорта.

#### Епизода 3 - Победи
Кери сусреће НАТО командира, пуковника Армстронга, под позивним знаком „Кросроадс“ и чује да НАТО није успео да заузме аеродром на Алтису. Кросроадс каже да се капетан Милер сматра непријатељем до даљњег и шаље Керија на линију фронта на Алтису. Док је био у патроли једне ноћи, ЦСАТ је покренуо контраофанзиву на НАТО позиције близу аеродрома. Након што је добио одобрење од Кросроадс-а, Кери се повезује са ФИА-ом и предводи јединицу. Након одбијања контраофазиве, НАТО креће у напад на аеродром и осигурава га тачно, пре него што земљотрес погађа острво. Тектонска активност расте и НАТО наставља са нападом на Алтис, преузевши главни град пре финалног удара којим ће збрисати преостале АФФ трупе. Кросроадс поново упозорава Керија да избегава Милера и било кога из његовог тима. Касније, НАТО је на ивици да порази АФФ, а Керију се обраћа поручник Џејмс, један од Милерових подређених. Овде играч мора донети одлуку: придружити се НАТО-у пред коначни удар или одбити наређење и пронаћи поручника Џејма.
Ако играч одлучи да се регрупише са НАТО-ом, Кери иде на узвишење и означава непријатељску артиљерију, за удар уз помоћ ваздушне подршке, да би пријатељске снаге могле да се приближе. Убрзо након што напад почне, АФФ се безусловно предаје. Шест месеци касније, живот на Алтису се враћа у нормалу, иако уз присуство НАТО-а и приватних војних снага.  Кери, који је сада унапређен у наредника, задужен је да буде пратња новинару. Успут, новинар пита Керија о његовом учешћу у инциденту на Стратису. Кријући оно што зна о капетану Милеру и истину о ономе што се догодило, Кери говори о искуству током НАТО повлачења. Недуго затим, Кросроадс каже Керију да се врати у базу ради помоћи око „ситуације“ и прича се завршава.
Ако играч одлучи да потражи Џејмса, онда га Кери проналази самог и повређеног. Тачно пред смрт, Џејмс му наређује да пронађе камион натоварен специјалним уређајем и да га одвезе Милеру. Пробијајући се кроз специјалне снаге ЦСАТ, он доноси уређај Милеру. Испоставља се да је уређај тектонско оружје, одговорно за скорашње потресе и имплицира да је Милер изазвао инцидент на Стратису. Такође открива да је давао дезинформације ФИА-и и проузроковао пропаст прве НАТО инвазије на Алтис, све у циљу да дође до уређаја.
ЦСАТ покреће масован напад и Кросроадс наређује свим НАТО трупама тактичко повлачење. Милер каже Керију да ће се вратити по њега и наређује му да остане ту, док он и његов тим не однесу уређај са острва. Кери контактира Милера, али овај му одговара да је због инвазије, немогуће да се врати по њега. Керијева коначна судбина је у рукама играча: он може побећи са острва помоћу хеликоптера или чамца, са или без пријатељских снага или ће погинути покушавајући.

### Карактери
- Бен Кери - главни протагониста у игри. Кери је заставник, а затим наредник америчке војске из Орегона, распоређен на Стратису.  Након АФФ напада, он постаје део Алфа јединице, коју предводи наредник Конвеј. Он се придружују ФИА-и бори се против ЦСАТ - АФФ трупа и на Алтису и на Стратису предводећи Омега јединицу, пре него што ће се вратити у НАТО на Алтис и предводити јединицу Номад.
- Скот Милер - британски капетан, који је највише рангирани преживели НАТО официр на Стратису, у првој епизоди кампање. Предводи НАТО војнике против АФФ-а и касније помаже ФИА-и. Позивно име његовог тима је Фалкон (Соко).
- Костас Ставроу - вођа северних ФИА снага током догађаја код Адапта, који сарађује са Милером и Керијем. Његово позивно име је Слингшот (Праћка).
- Пуковник Амстронг - командир НАТО снага, распоређен у републици Алтис и Стратис, након догађаја из прве две епизоде. Његово позивно име је Кросроадс (Раскрсница)
- Наредник Конвеј - лик са којим се може играти у уводу, касније се појављује као лик са којим се не може играти.
- Никос Панагополус - важан члан ФИА-е, одговоран за јединство и снабдевање организације. Последњи пут је виђен у трећој епизоди, као нови лидер ФИА-е.
- Поручник Џејмс - други у командном ланцу у Милеровом тиму за истраживање борбених технологија.
- Наредник Адамс - Керијев командујући официр и пријатељ. Он се бори против АФФ-а заједно са Керијем када конфликт почне, али гине убрзо затим, због нагазне мине.

### Факције
Арма 3 садржи 4 (7 са експанзијама) факција, свака са различитим возилима, улогама, оружјем и улогом у главној причи.
- НАТО - Северноатлантска алијанса је војна алијанса и има миротворну мисију на Стратису, која се зове Оперативна Група Аегис. Деценије економских и политичких турбуленција у земљама чланицама је оставило НАТО ослабљеним, суоченим са фундаменталном променом стратегије. Планирано је да се миротворци повуку са Стратиса за британским снагама које су се повукле пре догађаја у игри и САД се више фокусирају на пацифички амфитеатар, поред растућих тензија са ЦСАТ на истоку. Опрема коју НАТО користи се углавном базира на тренутној новој генерацији НАТО опреме, која се полако имплементира (као што је „Хантер МРАП“, базиран на Оскош М-ATВ или ИФВ „AMВ-7 Маршал“, базиран на Патриа АМВ), израелска возила за праћење („М2А1 Сламер“ тенк базиран на Меркава IV, заједно саа IFV-6a ПВО платформом и ИФВ-6ц АПЦ, базиран на Намер) и са војном имовином углавном базираном на стелт хеликоптерима и авионима „UH-80 Гоуст Хоук“, базираним на стелту UH-60 Блек Хоук коришћеним током Операције Нептуново Копље или „F/A-181 Црна Оса“, базираном на комбинацији F/A-18 супер хорнет и F-22 раптор. НАТО такође има приступ широкој палети беспилотних летелица (УАВ) и беспилотних копнених возила (УГВ). Као њихове главне пушке, НАТО користи фикционалну „CMMG MX серију“, дизајнирану од стране праве компаније CMMG Inc. за игру.
  - ЦТРГ - Група за истраживање борбених техологја или скраћено ЦТРГ, је мултинационална специјална јединица, распоређена на Алтису и Танои, специјализована за сајбер рат и тајне операције, са примарном улогом да открију и онемогуће тајне операције ЦСАТ. Али, они изгледа нису део главних НАТО трупа, као што смо видели у „Источни ветар“ и „Апекс протокол“ кампањама. Они углавном користе напредну технологију, базирану на америчком пројеку војник будућности, као што су поседовање високе балистичке заштите и заштите од термовизије.
- ЦСАТ - Споразум о стратешком савезу кантона и протокола, је алијанса земаља са заједничким циљем међусобне заштите, ширењу глобалног утицаја и подржавање економског развоја. Будући против посрнуле економије и цивилних немира широм запада, ЦСАТ се уздигао и истакао током протекле деценије. Његове трупе је подржавала влада са Алтиса. То подсећа на реалан живот ШОС или ОДКБ, у складу са говорним језиком и дизајном њихове пушке (која је названа Катиба и подсећа на иранску КХ-2002 јуришну пушку), ЦСАТ снаге које сусрећемо у АРМА 3 делују као комбинација Иранских оружаних снага и Кинеске ослободилачке армије у Апекс експанзији. Опрема коју користи ЦСАТ углавном је базирана на постојећим прототиповима, са футуристичким променама, дизајнираним у Кини, Русији и другим источним земљама. Њихов примарни МРАП је „Ифрит“ (базиран на руском ZiL Punisher прототипу), допуњен са „MСE-3 Марид“ АПЦ (базираном на турском Отокар Арма), „БTР-K Камиш“ праћен ИФВ (модификовани спој белоруског 2T Сталкер и руског БМПТ Терминатор), „T-100 Варсук“ МБТ (углавном базиран на руском Црни Орао прототипу тенка) и „Квилин“ ЛТВ, из Апекс експанзије, базиран на сингапурском Лако нападном возилу. Њихова ваздушна опрема је углавном руска, са њиховим главним фикционалним хеликоптером „Ми-48 Кажман“ са помешаним дизајном Ми-28, КА-50 и транспортним могућностима Ми-24 и са њиховим примарним борбеним авионом који је Јак-130, назван „To-199 Неофорн“ у игри. Апекс експанзија такође нам представља фикционални „Ј-32 Ксиан“ ВТОЛ, са симултаним транспортним могућностима, хеликоптера и борбеног авиона у комбинацији са футуристичким дизајном.
- ААФ - Оружане војне силе Републике Алтис и Стартис. Тренутни ААФ је креиран након Јерусалимског примирја 2030, које је неступило после грађанског рата 2026. између ААФ и ФИА. Мада је званично под јурисдикцијом међународних мировних посматрача, снаге остају верне новој тврдокорној влади на Алтису и имају фактичку судску и извршну власт. То је изнурило неискусне командне структуре, а због широко распрострањене корупције, били су оштећени. Обим ААФ снага је ограничен на једну бригадну армију, уз подршку флоте из ваздуха, коју чине хеликоптери и авиони. ААФ користи углавном половну војну опрему са почетка 21. века из земаља чланица НАТО-а. Опрема за личну заштиту укључује МИЦХ кацигу и модификовану АЦУ камуфлажну одећу. Лако оружје које користи ААФ су углавном FN F2000 пушке (назване „Mk20“) и Stoner машинка (назван „Mk200“). Дијапазон возила ААФ-а је мањи него ЦСАТ или НАТО, мада и даље импресиван на свој начин. Приамрно лако возило је немачки Фенек ЛГС (у игри „Страјдер“), у комбинацији са наоружаним ИФВ (аустријски Пандур II, назван „AФВ-4 Горгон“ у игри, и британски Вариор ИФВ, назван„ФВ-720 Мора“ у игри) И њихов главни борбени тенк Леопард 2 (или „MБT-52 Кума“ у игри). Хеликоптери ААФ-а су британског порекла, са  AW101 Мерлин (назван „CH-49 Мохавк“) као њиховим главним транспортним хеликоптером,  док је „WY-55 Хелкат“ (напредни Wildcat) као комбиновани транспортни и десантни хеликоптер. Примарни вишенаменски Десантни авион ААФ-а је чешки Аеро L-159 Алка, означен као „A-143 Бузард“, док је примарно борбени авион, шведски JAS 39 Грипен, означем као „A-149 Грајфон“.
- ФИА - Армија за ослобођење и независност је главна герилска побуњеничка група на Алтису и Стратису, која се бори против ААФ која је главна Влада на Пиргосу. Верује се да су је формирали бивши чланови ААФ, дезертери и раздвојени чланови опозиције који су се удружили 2026. у државном удару у Кавали, у крвавом грађанском рату. ФИА је покушала да успостави тракцију међу широко расељеним становништвом Алтиса, у чему је нашла подршку на западу. ФИА се разликује од НАТО-а, ЦСАТ-а и ААФ-а по томе што се углавном ослања на асиметричне ратове и њихово лако наоружање које је већински украдено од ААФ-а, укључујући већ превазиђене ТАР - 20 и ТАР - 21 пушке (које су назване ТРГ - 20 i ТРГ - 21). Њихов возни парк је састваљен од прилагођених цивилних возила и техникалија.
- ИДАП - Међународни пројекат за унапређење и помоћ је нова факција представљена у „Закони рата“ експанзији. Разликује се од осталих факција по томе што је ИДАП цивилна, невладина организација, посвећена помоћи онима који живе у ратом уништеним подручјима широм света.[10]

## Развој
Бохемиа Интерактив је званично представила напредак игре АРМА 3, 19. маја 2011. У јуну 2012, Алфа верзија ове игре је демонстрирана на Е3. У августу 2013. Бохемиа Интерактив је најавила пуштање 3 епизоде са садржајима за преузимање који су бесплатни, након иницијалног лансирања игре. Алфа верзија је пуштена 5. маја 2013. допуштајући играчима да искусе игрутоком развоја, као и да помогну у развоју тако што ће пријавити багове и давати повратне информације о свом искуству. Бета верзија је пуштена 25. јуна 2013. и свако ко је имао алфу, могао је аутоматски да апгрејдује своју копију. Коначна верзија АРМА 3 је пуштена 12. септембра 2013. На самом лансирању је већ садржала више мисија и велико острво Алтис.
АРМА 3 садржи нову верзију Бохемиа Интерактиве Рил виртуал погон игре.

## Експанзије

#### Зевс
У фебруару 2014. је најављена прва бесплатна експанзија, названа Зевс. Она допушта играчима да користе Зевс мод, у мултиплејер верзији, где играч, дизајниран као Зевс,  добија супермоћи богова и може да контролише сценарио у реалном времену, користећи 3Д преглед меча и примарни интерфејс корисника. Зевс је пуштен 10. априла 2014.

#### Картинг
Бохемиа Интерактив је учествовала у априлској шали 1. априла 2014. направивши видео који најављује нову картинг експанзију. Видео је пародија Жан-Клод Ван Дамовог „Splendid Split“ видеа, користећи лик Скота Милера. Видео је постао популаран и фановима се свидела идеја, па је Бохемиа Интерактив објавила експанзију 29. маја 2014. Експанзија је додала 20 типова возила и објеката корисних за креирање картинг трака. АРМА 3 картинг је био први садржај који се плаћа у АРМА 3.

#### Хеликоптери
Садржај је пуштен 4. новембра 2014. Најављен је 1. маја 2014. заједно са још једниом експанзијом: Снајперисти, као и са неименованом експанзијом. АРМА 3 Хеликоптери садрже 2 нова транспортна хеликоптера и нову механику летења. Ово је ексклузивно за оне који купе садржај за скидање:
- ЦХ-67 Хурон, двомоторац, двојац за тешка подизања.
- Ми-290 Тару, коаксијални ротор, двојац, користан подижући хеликоптер.
- Механичка сајла, сценарио за вежбање товарне механике.
- Четири временско ограничена хеликоптерска курса.

При пуштању овог садржаја, објављена је и платформа са ажурирањем за игру, са новинама доступним свим играчима без обзира да ли имају експанзију. Важне новости и садржаји укључују:
- Пуцање из возила, користећи лично оружје са одређеног седишта за путнике у возилу.
- Побољшани модел летења, базиран на модификованој верзији динамике коришћене у Бохемиа Интерактив Take On Helicopters игри, примењена на све хеликоптере укључујући и оне ван експанзије.
- Механичка сајла за ношење екстерног терета испод хеликоптера додата свим погодним хеликоптерима.
- Подршка за мулиплејер мод, сектор за контролу је инспирисао да се игра фокусира на подршку, логистику и медицинску евакуацију.
- Четири курса за тренинг у виртуелној реалности, фокусирајући се на летење хеликоптерима.
- Разни објекти, углавном у вези са хеликоптерском темом, за уобичајени сценарио и креирање садржаја.

#### Снајперисти
АРМА 3 Снајперисти укључује ново оружје и механику за пуцање и пуштен је у мају 2015. Оружје пуштено за Снајперисте:
- Снајпери: MkI-EMR 7.62mm, Mk14 7.62mm, Cyrus 9.3mm, ASP-1 12.7mm, MAR-10 .338 Lapua Magnum
- Средње машинке: SPMG .338 Norma Magnum, Navid 9.3mm.

Држачи су доступни за скоро све пушке, лаке машинке и снајпере.

#### Апекс Експанзија
АРМА 3: Апекс је прво проширење АРМЕ 3, објављено 11. јула 2016. Било је најављено као део мапа путева Бохемие Интерактив за АРМА 3 2015-2016. Експанзија кошта 35 долара и укључује неке новости за кориснике, које ће оптимизирати игруу и такође деловати као визуелно ажурирање. Главне одлике овог проширења су:
- Таноа - Нова мапа за АРМА 3, која представља јужнопацифичка острва величне 100 km².[21]
- Кооперативна кампања.
- Нова факција, Синдикат, локална криминална организација са дубоким коренима у Танои.
- Нови типови возила као што су: VTOL летелица (Ј-32 Ксиан и В-44X Блекфиш) и Light Strike Vehicles (Провлер и Квилин).
- Ново оружје укључује:  AКС-74У, AKM, AK-12, ЛИМ-85, РПГ-7, ПМ 9mm, СПАР-16, СПАР-17, CAR-95, Type 115, ЦМР-76 и Protector SMG.
- Нове униформе, опрема за главу, ранчеви, ноћна визија, оптичка и остала опрема за пушке.[22]
- Важна правна питања.

#### Млазњаци
АРМА 3: млазњаци у првом делу садржаја за скидање, развијени у сарадњи са партнером Bravo Zero One Studios, предвођени са „Make ARMA Not War“ („Правите АРМА, не рат) победником, Џошуа Саул Карпентер. Његов циљ је да тотално измени начин на који се играчи односе према авионима. Укључен је као део ДЛЦ Бундле 2 и кошта 11,99 долара  и пуштен је 16. маја 2017. Његове карактеристике су:
- Четири нова авиона - три борбена млазњака, НАТО-ов F/A-181 Црна Оса II, ААФ-ов A-149 Грајфон, ЦСАТ-ов To-201 Шикра и НАТО-ва беспилотна летелица. Док они црпе инспрацију из реалних авиона, једино за A-149 Грајфон се може рећи да стварно подсећа на своју инспирацију,  Saab JAS 39 Грипен. Овај део садржаја за скидање се сматра премиумом и захтева да се купи како би могао да се користи.
- USS Freedom носач авиона – Нови статички објекат који обезбеђује НАТО-у место да базира своје операције под условом да постоји дубока вода. Долази са својим инкорпорираним одбрамбеним системом и има могућност да лансира и поправи F/A-181s, беспилотне летелице и хеликоптере. Могу га користити сви играчи, без обзира да ли имају купљену експанзију.
- Сензори и праћење – Претходно, сензори су били апсолутни и безгрешни, могли су да детектују све у кругу од 2 км без грешке, мада су за веће даљине били бескорисни. Одређивање мете је било тек нешто мало боље од пуког притискања „Next target” дугмета док не нациљате шта желите. Са млазњацима, сензори више нису неприкосновени, делују реалистично, иако су јако поједностављени. Стелт авиони ће бити теже детектовани, држање укљученог радар ће вас одати непријатељу, а нови стандардни инфо панели допуштају играчу  да прилагоди свој дисплеј на сензору у кругу до 16 km.
- Информације за купце – Играчи ће сада бити у могућности да укључе два бочна панела, који ће приказивати разне информације. Пилоти могу да држе укључене сензоре и навигацију, возила са више чланова посаде или путника могу да виде слободна места, командири јединица могу да држе једно око на ГПС-у, а друго на камери са дрона док се боре, итд.
- Оштећени модел – Авони су прво имали све - или - ништа модел оштећења. Или би летели савршено док би испуштали дим и показивали знаке оштећења или би се претворили у ватрену лопту, која јури ка земљи. Са проширењем за оштећење модела, све може бити неповезано оштећено, на пример, мотори ће имати мање снаге, крила ће смањити висину, оштећење контролног система ће успорити авион или ће престати да реагује комплетно, оштећење точкова за приземљење ће отежати слетање и тако даље.
- Динамичка оптерећења возила – Док су друштвене промене обезбеђивале слична решења неко време, динамичко оптерећење возила омогућује играчима да прилагоде оружје које иде на пилоне.
- Друга побољшања – Нове HUD функције као што су линије писте, компјутерски вођена тачке удара, сат, координате, дисплеј са мерачима итд., подршка за катапултирање и кука за хватање, функционалност омогућава поморско ваздухопловство, седишта са могућношу избацивања, нови контролни систем укључује добар довод горива, и аудио доживљај.

#### Малден 2035
Да би прославили 16. годишњицу „Операција Флешпоинт“, Бохемиа Интерактив је најавила да ради на потпуној реконструкцији једне од мапа у игри: измишљеног медитеранског острва Малден. Она садржи неке нове ствари, исто као и старе, креиране за острва Алтис и Таноа и пуштена је бесплатно за све власнике игре у јуну 2017.

#### Закони Рата
Ову експанзију је развио нови студио Бохемије Интерактив у Амстердаму, у Холандији, под шифром Наранџа и стављен је акценат на аспект рата који није покривен у другим играма. Овај садржај је пуштен 7. септембра 2017.
Експанзија има много новости, укључујући нову факцију: Пројекат за међународни развој и помоћ (чија је специјалност брз одговор на кризе које захтевају хуманитарну помоћ), нова минијатурна кампања коју корисници могу испробати, нова возила, две нове беспилотне летелице, АПЕРС држач за мине, кластер бомбе и разни нови делови одеће.

#### Тактичке Операције
Ова експанзија је уључена у ДЛЦ Бундле 2 и пуштена крајем новембра 2017. Садржи три различите операције за једног играча, („есенцијалне мини кампање“), свака са фокусом на различите аспекте копнене борбе. Свака операција захтева пажљиво планирање на путу за успех (пошто све одлуке које играч донесе могу утицати на крањи исход), тако да вам никада неће досадити ако је играте изнова и изнова.
У остале функционалности је уведен „After Action Report“ (извештај након акције) видео, који укључује информације о свакој акцији, од војних консултаната Бохемије Интерактив, нових музичких нумера, нових Стим достигнућа и побољшања у фабули игре, да би се играчима омогучило креирање комплекснијих сценарија.

#### Тенкови
„Улога у тешкој артиљерији и преузимање контроле на бојном пољу са три потпуно нова оклопна возила у АРМИ 3 Тенкови ДЛЦ.“ Пуштен је 11, априла 2018. по цени од 11,99 долара, односно 9,99 евра.
- Три нова возила - НАТО Ловац тенкова „Носорог“, базиран на јужноафричком Рокиат, ЦСАТ тенк„T-140 Анкара, базиран на руском T-14 Армата, и ААФ Танкета „AWC Nyx“, базиран на немачком AWC Wiesel. Све ово је премиум, што значи да је неопходно платити да би му се приступило. ААФ такође има бесплатан вишецевни бацач ракета камион nazvan„ Замак МЛР“.
- Нови бесплатни лансери - MAAWS Mk4 базиран на Carl Gustaf recoilless rifle за НАТО, ААФ и ФИА и Ворона, базиран на Метис М за ЦСАТ.
- Побољшања у циљању – Возила су претходно морала да користе  100 метарски постепени ручни систем за циљање, са додатном функцијом за предвиђање за возила у покрету. Док је ово било сувишно за многа оружја, то значи да је често било тешко користити аутоматско оружје, као што су лансери граната а даљиномери су радили у реалном времену стално ажурирајући ранг циљања. Ова побољшања дозвољавају реалистичнију симулацију система контроле ватре, са мануелним ласерским даљинометрима, компјутерско вођење и тачно циљање које омогућује пуцањ директно у мету.

#### Други садржај
Буткамп Update је пуштен 14. јула 2014. Поседује програм за тренирање, терен за виртуелну реалност и кратку кампању. Ова кампања служи као увод у игру. Прати наредника Адамса и Конвеја, у години пре кампање Источни ветар. Циљ овог ажурирања је представљање игре новим играчима.
Нексус ажурирање је пуштено 1. децембра 2015. Донело је побољшање за офикалну мултиплејер мисију „End Game“ (крај игре), режим посматрача и вишеструка побољшања као што је заштита војника, издржљивост и аудио доживљај.
Еден ажурирање је пуштено 18, фебруара 2016, додата је 3Д верзија едитора, која креирање мисија чини лакшим. Такође је урађено побољшање претраживача сервера као, и ажурирање аудио система.
Визуелно ажурирање је пуштено са 1.60 ажурирањем у мају 2016, у сусрет Апекс експанзији.

## Модови и модовање
Као што је случај са претходним играма из Арма породице, Бохемиа Интерактив подржава проширење АРМА 3 функционалности, користећи стандардне сценарије за мисије и модове који могу додавати нове мапе, објекте (зграде, оружје, возила, одећу), и понашање у основу игре.
АРМА 3 има велики број људи који раде на развоју игре, који праве модове доступне кроз Стим Радионицу и фан странице гејмера: Стим Радионица сама, има 42000 сценарија и 7000 модова, које бесплатно могу користе власници игре.
Модови могу да се користе заједно и са другим модовима, понекад правећи велике хијерархијски устројене породице модова, које могу широко модификовати и побољшати базу игре, на пример: Red Hammer studio породица модова за савремену војну опрему за Српске, Руске, Америчке и друге оружане силе.

## Пријем
АРМА 3 је примила генерално добре критике, постигавши скор 74 од 100, на сајту за сакупљање критика Метакритик, базирано на 38 критика. Неке критике хвале модификацију коју је Бохемиа Интерактив направила на креирању игре, анимацијама и звуку. Са друге стране, добили су критике за мањак режима за једног играча.
PC gamer је изабрао ову игруу за симулацију године. АРМА 3 је такође добила награду Czech game of 2013 Award за технолошки допринос за Chech Video Game Output и била је изабрана за најбољу чешку видео игру године у Boom 2013. Rock, Paper, Shotgun је сврстао АРМА 3 у 16 најбољих FPS свих времена и у 10 најбољих симулација свих времена. Острва Алтис и Стратис су такође доживела многе похвале. „Гардијан“ их је чак укључио заједно са Чернарусом (место радње у АРМА 2 и ДанЗ), на своју листу 10 најлепших окружења у играма. Остале на листи укључују Скајрим, Лос Сантос, Емпајер Беј итд.
Било је најављено 28. маја 2014. да се игра продала у милион копија. У октобру 2015. продаја је достигла два милиона примерака, а у марту 2017. достигла је три милиона.

## Контроверзе

### Хапшења за шпијунажу
Грчки медији пренели су 10. септембра 2012 да су два Чешка држављанина ухапшена на грчком острву Лимнос под оптужбом за шпијунажу. Према Грчким медијима ова два човека су у званичној изјави тврдила да раде за Бохемиу интерактив и како узимају видео снимке и фотографије за развој Арме 3. По Грчком закону фотографисање војних објеката и њима сличним је забрањено због националне безбедности. Пре инцидента о проблему игре која је потенцијално претња Грчкој националној безбедности се расправљало у Грчком парламенту 2011.
Два ухапшена човека су идентификована као Давид Заплетал и Павел Гуглава, али се касније утврдило да су они у ствари Мартин Пезлар и Иван Бухта. Бохевиа интерактив је потврдила да они имају статус запослених, али је касније навела да су они били на острву „само како би истраживали прелепо окружење“. Бухта и Пезлар су порицали оптужбе за шпијунажу тврдећи да су били само на одмору уживајући у лепоти острва, такође је тврђено да је мапа виртуелног острва завршена пре њиховог доласка и да су фотографије и видео снимци само за успомене и како они имају јако мало улогу у развоју игре. После 128 дана проведених у притвору, Грчка влада их је ослободила 15. јануара 2013.
Док су они били у затвору, Бохемиа интерактив забранила је приступ једном чланку на свом званичном форуму под насловом Грчка војска који је креиран 1. августа 2012. Бохемиа интерактив је од тада дала неколико изјава везаних за проблеме око сликања Грчких војних објеката. Као резултат инцидента 2. фебруара 2013, Бохемиа интеракрив је најавила да ће главно острво „Лимнос“ променити име у „Алтис“. Грчко острво Лимнос је изабрано као инспирација због тога што је Главни извршни директор Бохемие интерактив Марек Спанел посетио острво на годишњем одмору. Према Бохемии интерактив промена имена би требало да подвуче да је свет у игри фиктиван. Име мањег острво у игри названо „Стратис“ остаће непромењено.

### Забрана у Ирану
У септембру 2012, Иранска Национална Фондација за Компијутерске Игре и Корпус Чувара Исламске револуције одбили су да пусте у продају Арма 3 због тога што се у игри ЦСАТ факција (слична по опреми и језику као Иран) представља као непријатељ НАТО-а.